# Vazaha
Vazaha toamasina es una especie de araña araneomorfa de la familia Cyatholipidae. Es la única especie del género monotípico Vazaha.  Es nativa de Madagascar.